# Camil Manoilă
Camil Manoilă (n. secolul XIX, Sâmbăteni, județul Arad – d. 24 februarie 1972, Viena, Austria) a fost un deputat în Marea Adunare Națională de la Alba Iulia, organismul legislativ reprezentativ al „tuturor românilor din Transilvania, Banat și Țara Ungurească”, cel care a adoptat hotărârea privind Unirea Transilvaniei cu România, la 1 decembrie 1918 :p. 87.

## Biografie
A fost economist, luându-și după 1918 doctoratul în științe economice, pentru ca după 1924 să fie șef de cabinet la Ministerul Cultelor și Artelor. Împreună cu fratele său, Sabin Manuilă, și cu tatăl său, protopopul Fabrițiu Manuilă, s-a integrat cu răspundere în mișcarea națională românească :p. 87.

## Activitatea politică
Ca deputat în Adunarea Națională din 1 decembrie 1918 a fost delegat al Societății Române de Lectură din Lipova :p. 87.